# Wilfrid Pelletier
Wilfrid Pelletier CC (Montréal, 20 giugno 1896 – Parigi, 9 aprile 1982) è stato un direttore d'orchestra e pianista canadese.

## Biografia
Nel 1916 si è trasferito a Parigi studiando composizione con Charles-Marie Widor e nel 1917 a New York, dove ha debuttato al Metropolitan Opera, esibendosi come pianista fino al 1924.
Dal 1935 al 1940 ha diretto l'Orchestre symphonique de Montréal.
Ha diretto spesso l'orchestra della Metropolitan Opera ed ha collaborato a diverse incisioni della RCA Records, tra cui il Requiem di Gabriel Fauré. Ha diretto le prime statunitensi de Il gallo d'oro di Nikolaj Rimskij-Korsakov e di Mârouf, savetier du Caire di Henri Rabaud.
Nel 1938 è apparso nel lungometraggio della Paramount The Big Broadcast of 1938, mentre dirigeva il soprano norvegese Kirsten Flagstad nel grido di battaglia di Brunilde da Die Walküre di Richard Wagner.
Dal 1951 al 1966 ha diretto l'Orchestre Symphonique de Québec.
Nel 1937 sposò la cantante lirica statunitense Rose Bampton.